# Piotr z Chrząstowa
Piotr z Chrząstowa, Piotr Chrząstowski herbu Kościesza, syn Imrama (ur. ok. 1389, zm. 19 stycznia 1452 w Brzozowie) – biskup rzymskokatolicki, senator I Rzeczypospolitej.
Po studiach odbytych w Akademii Krakowskiej w 1430 został kanonikiem  krakowskim oraz prepozytem parafii św. Floriana w Krakowie. 9 marca 1436 został prekonizowany biskupem przemyskim wbrew woli kapituły przemyskiej. Jako biskup przemyski dbał  o rozwój życia religijnego oraz  o ekonomiczne podstawy tej diecezji. Ponadto powiększył skład miejscowej kapituły. Erygował nowe parafie. Przeniósł rezydencję biskupów przemyskich z Krosna do Brzozowa. Aktem z 25 czerwca 1448 Piotr Chrząstowski darował  Pałac  Biskupi w Krośnie dziedzicowi Jedlicza Mikołajowi Żarnowieckiemu na czas jego życia, zobowiązując  jego bliskich, by po śmierci dziedzica, budynek przekazali biskupowi przemyskiemu. Tak też się stało i pałac przeszedł pod bezpośrednią opiekę biskupów przemyskich. Założył  też osadę zwaną początkowo od jego imienia – Piotrawin. Został pochowany w Przemyślu.
W Muzeum Narodowym w Krakowie przechowywany jest witrażyk z połowy XV w. z jego herbem (Kościesza z infułą i pastorałem).